# Petite Rivière
De Petite Rivière is een rivier in Nova Scotia (Canada). Het stroomgebied ligt in zijn geheel in het graafschap Lunenburg County. De rivier wordt door talrijke meertjes gevoed en een groot gedeelte van het stroomgebied is waterwingebied voor de stad Bridgewater.
Drie van de meertjes uit het stroomgebied vormen het exclusieve leefgebied voor een kwetsbare soort houting, Coregonus huntsmani   (Engels: Atlantic Whitefish).
De naam 'Petite Rivière' betekent in het Frans simpelweg 'klein riviertje' en werd in de 17de eeuw ontleend aan een dorp aan deze rivier met de naam Petite Riviere Bridge.